# Фелпс (округ, Небраска)
Округ Фелпс (англ. Phelps County) — округ, расположенный в штате Небраска (США) с населением в 9188 человек по статистическим данным переписи 2010 года. Столица округа находится в городе Холдредж.

## История
Округ Фелпс был образован в 1873 году и получил своё официальное название в честь одного из первых поселенцев на территории будущего округа Уильяма Фелпса
.

## География
По данным Бюро переписи населения США округ Фелпс имеет общую площадь в 1401 квадратный километр, из которых 1399 кв. километров занимает земля и 2 кв. километра — вода. Площадь водных ресурсов округа составляет 0,12 от всей его площади.

### Соседние округа
- Карни (Небраска) — восток
- Госпер (Небраска) — запад
- Баффало (Небраска) — северо-восток
- Досон (Небраска) — северо-запад
- Франклин (Небраска) — юго-восток
- Фернас (Небраска) — юго-запад
- Харлан (Небраска) — юг

## Демография
По данным переписи населения 2000 года в округе Фелпс проживало 9747 человек, 2683 семьи, насчитывалось 3844 домашних хозяйства и 4191 жилой дом. Средняя плотность населения составляла 3 человека на один квадратный километр. Расовый состав округа по данным переписи распределился следующим образом: 97,79 % белых, 0,11 % чёрных или афроамериканцев, 0,28 % коренных американцев, 0,28 % азиатов, 0,75 % смешанных рас, 0,79 % — других народностей. Испано- и латиноамериканцы составили 2,26 % от всех жителей округа.
Из 3 844 домашних хозяйств в 33,10 % — воспитывали детей в возрасте до 18 лет, 61,60 % представляли собой совместно проживающие супружеские пары, в 5,80 % семей женщины проживали без мужей, 30,20 % не имели семей. 26,70 % от общего числа семей на момент переписи жили самостоятельно, при этом 13,00 % составили одинокие пожилые люди в возрасте 65 лет и старше. Средний размер домашнего хозяйства составил 2,47 человек, а средний размер семьи — 3,00 человек.
Население округа по возрастному диапазону по данным переписи 2000 года распределилось следующим образом: 26,50 % — жители младше 18 лет, 6,10 % — между 18 и 24 годами, 25,80 % — от 25 до 44 лет, 23,60 % — от 45 до 64 лет и 18,10 % — в возрасте 65 лет и старше. Средний возраст жителей округа составил 39 лет. На каждые 100 женщин в округе приходилось 96,10 мужчин, при этом на каждых сто женщин 18 лет и старше приходилось 92,90 мужчин также старше 18 лет.
Средний доход на одно домашнее хозяйство в округе составил 37 319 долларов США, а средний доход на одну семью в округе — 44 943 доллара. При этом мужчины имели средний доход в 28 962 доллара США в год против 21 741 доллар США среднегодового дохода у женщин. Доход на душу населения в округе составил 19 044 доллара США в год. 6,20 % от всего числа семей в округе и 8,90 % от всей численности населения находилось на момент переписи населения за чертой бедности, при этом 12,10 % из них были моложе 18 лет и 7,70 % — в возрасте 65 лет и старше.

## Основные автодороги
- US 6
- US 34
- US 183
- Автомагистраль 23

## Населённые пункты

### Города и деревни
- Атланта
- Бертранд
- Фанк
- Холдредж
- Лумис

### Тауншипы
- Андерсон
- Сентер
- Коттонвуд
- Дивайд
- Гарфилд
- Индастри-Рок-Фолс
- Лэрд
- Лейк
- Прери
- Шеридан
- Юнион
- Уэстмарк
- Уэстсайд
- Уильямсберг